# Chuck Grassley
Charles Ernest «Chuck» Grassley (New Hartford, Iowa; 17 de septiembre de 1933) es un político estadounidense, senador por el estado de Iowa. Ocupa el escaño desde 1981, habiendo sido reelegido siete veces. Pertenece al Partido Republicano.
Es el presidente pro tempore del Senado de los Estados Unidos desde el 3 de enero de 2025, sucediendo a la demócrata Patty Murray. Había ocupado dicho cargo entre 2019 y 2021, en la primera administración Trump.